# Democracia energética
La democracia energética es un concepto político, económico, social y cultural que fusiona  la transición energética tecnológica con un fortalecimiento de la democracia y la participación ciudadana. El concepto está conectado con una descentralización continua de los sistemas energéticos con la eficiencia energética y las energías renovables que se utilizan también para un fortalecimiento de la propiedad de la energía local. Con las nuevas tecnologías verdes disponibles, tal transición es posible incluyendo la participación de nuevos actores: prosumidores, cooperativas y municipios de energías renovables, propiedad comunitaria de centrales eléctricas que reemplazan a las empresas eléctricas centralizadas.
Hay varias definiciones para la Democracia Energética. Una amplia definición ha sido acordado por los campamentos climáticos conjuntos de Alemania en 2012. "La democracia energética significa garantizar que todos tengan acceso a energía suficiente. Sin embargo, la energía debe ser producida de una manera que ni dañe ni ponga en peligro el medio ambiente o a las personas. Concretamente, esto significa dejar los combustibles fósiles en la tierra, la socialización y democratización de los medios de producción y el cambio de nuestra actitud hacia el consumo de energía".
El concepto de democracia energética reivindica un sistema de energía socialmente justo, que funcione para el interés público y que priorice a los objetivos sociales y medioambientales por encima del ánimo de lucro.
En 2014, este concepto fue promovido por la ciudad de Boulogne-Billancourt, en Francia. Para su participación en el desafío de alcaldes Bloomberg, la ciudad presentó una visión innovadora de la democracia energética, basada en la reducción del uso de combustibles fósiles y un sistema de incentivos para animar a los ciudadanos en la reducción de su consumo de energía.
Un estudio sobre la democracia energética de 2014 llegó a la conclusión de que hay un "universo de mil alternativas" a  lo largo de toda Europa occidental que todavía emerge y se expande. Sin embargo, la remodelación de la política energética y climática de la UE prevista para finales de 2015, amenaza con ralentizar o incluso detener este desarrollo. Hasta ahora, la democracia energética ha sido un exitoso concepto de movimientos de base para combinar una protesta contra los combustibles fósiles y las nucleares con una agenda alternativa positiva.